# Cinnamomum mendozae
Cinnamomum mendozae är en lagerväxtart som beskrevs av André Joseph Guillaume Henri Kostermans. Cinnamomum mendozae ingår i släktet Cinnamomum och familjen lagerväxter. Inga underarter finns listade i Catalogue of Life.